# Gymnostreptus bahianus
Gymnostreptus bahianus är en mångfotingart som först beskrevs av Christoph D. Schubart 1945.  Gymnostreptus bahianus ingår i släktet Gymnostreptus och familjen Spirostreptidae. Inga underarter finns listade i Catalogue of Life.